# 盛厚王

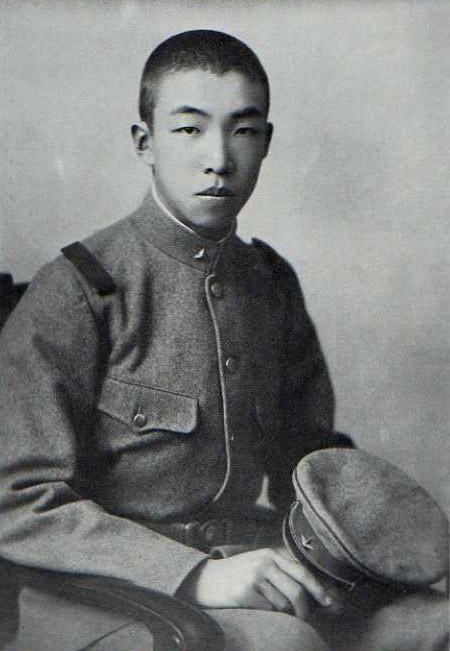
盛厚王

盛厚王（1916年5月6日－1969年2月1日），1947年後稱東久邇盛厚，是二戰末期的日本內閣總理大臣東久邇宮稔彦王的長子。母親是聰子內親王，明治天皇的女兒。
1937年盛厚王自陸軍士官學校畢業，隨後加入大日本帝國陸軍服役。在諾門罕戰役後盛厚王提前退役，於1943年迎娶表兄昭和天皇的長女成子內親王，有三男二女：
- 東久邇信彥（1945年3月10日－2019年3月20日）
- 高木文子（1946年12月22日－）
- 東久邇秀彥（1949年7月29日－），過繼至壬生家，改名壬生基博
- 東久邇真彥（1953年－）
- 東優子（1954年－）

在1961年成子內親王逝世后，于1964年迎娶寺尾佳子，有二子：
- 寺尾厚彦（1966年－）
- 東久邇盛彦（1967年－）

1969年因肺癌於東京去世。